# اچ‌ام‌اس اینوستیگیتور (۱۸۲۳)
اچ‌ام‌اس اینوستیگیتور (۱۸۲۳) (به انگلیسی: HMS Investigator (1823)) یک کشتی بود. این کشتی در سال ۱۸۲۳ ساخته شد.